# António da Veiga de Andrade
Antônio da Veiga de Andrade (Rio de Janeiro, 19 de dezembro de 1715 — Rio de Janeiro, c.1785) foi um geógrafo, cartógrafo. militar e governador interino da Capitania de Rio Grande de São Pedro, atual estado do Rio Grande do Sul, durante o período colonial. 

## Atuação profissional
Durante os anos de 1736 e 1751, Veiga de Andrade serviu à Coroa portuguesa nas praças do Rio de Janeiro, Ilha de Santa Catarina, Rio Grande de São Pedro e Nova Colônia do Sacramento, ocupando diversos postos, entre eles o de Soldado, Cabo de Esquadra, Sargento Supra, Capitão de Campanha do Terço da Artilharia, Alferes e Ajudante Supra. Servindo sempre com muito cuidado, inteligência e dedicação, foi destacado como o "mais aplicado e incessante discípulo da Real Academia", o que certamente impactou positivamente para a sua ascensão dentro da hierarquia militar. Poucos anos mais tarde, participou das atividades de demarcação de fronteiras do Tratado de Madrid, sendo nomeado Segundo Comissário e Astrônomo da Segunda Partida, em 1759.

### Governador interino da Capitania de Rio Grande de São Pedro
Sob a influência do Vice-Rei Marques de Lavradio, foi nomeado governador interino da Capitania do Rio Grande de São Pedro, de 26 de outubro de 1771 a 11 de junho de 1773. Todavia, apesar da boa relação incipiente, os atritos entre Veiga de Andrade e o referido Marques de Lavradio não tardaram a principiar. Tendo em vista a alta incidência de casos de roubo e corrupção na dita Capitania durante este período, a partir das denúncias de Francisco José da Rocha Campos da Fontoura Taveira, informante e braço direito do Marques de Lavradio naquela região, Veiga de Andrade fora logo relacionado a esses escândalos por, supostamente, "deixar-se rodear e envolver por homens corruptos, habituados à permanente impunidade", entre eles o contrabandista Rafael Pinto Bandeira. 
Nas cartas enviadas ao Vice-rei, Rocha aponta para o descontentamento da população local em relação ao "modo e gênio que tem este governador'', além de descredibilizá-lo, ao comentar que não enxerga "outro espírito que o da vingança e utilidade" neste homem. Buscando esquivar-se das suspeitas, em 1773 Veiga de Andrade solicitou ao provedor da Fazenda a instauração de uma devassa a fim de tratar dos contrabandos e ingressos de mulas dos domínios espanhóis à Capitania, o que demonstra, por mais que possivelmente fosse mera estratégia, uma certa preocupação do governador em combater as práticas às quais era alvo de suspeitas. As inimizades e desconfianças nutridas contra Veiga de Andrade culminaram, não na sua transferência, como requeria Rocha, mas, na decisão do Vice-Rei em mudar o Governador, repondo aquele que ocupara o dito posto anteriormente, o coronel José Marcelino de Figueiredo, por ser considerado um "homem de mãos limpas".
Fato importante que atravessou o período em que Veiga de Andrade esteve no governo, foi o deslocamento político e administrativo da capitania para a cidade de Porto Alegre, elevada à freguesia em 1772 e tornada capital no ano seguinte, já no governo de Figueiredo. Nessa processualidade, Veiga de Andrade desempenhou um papel significativo no que tange à urbanização primordial de Porto Alegre, tendo, inclusive, dado as ordens para o engenheiro militar Alexandre José Montanha iniciar o desenho das ruas da dita freguesia, projeto este que tornou-se o traçado inicial da cidade de Porto Alegre; além de ter cedido meia data de terras à beira do Guaíba a alguns dos antigos arranchados.

### Após o governo
Afastado do posto de governador interino, Veiga de Andrade galgou ainda alguns postos dentro da hierarquia militar, bem como trabalhou na função de geógrafo. Como obra de maior destaque, elaborou o mapa intitulado "Plano da Ilha de Santa Catarina até a Vila de Laguna, com a descrição das estradas, montes, rios, pontos importantes, como as deficiências das fortalezas da ilha e pontos favoráveis ao desembarque". Já às vésperas de sua morte, foi nomeado tenente-coronel em 1784, vindo a falecer no Rio de Janeiro no ano seguinte.